# Nova khirgiz
Nova Khirgiz är en hästras som härstammar från Ryssland och utvecklades i områdena runt Kirgizistan med ursprung i en häst som kallades Khirgiz, eller numera "den gamla Khirgiz" då Novo Khirgiz betyder "Nya Khirgiz". Det finns tre olika typer av denna hästras som har olika användningsområden. Den mest omstridda är den lite massivare typen som mest används till köttproduktion, vilket uppfödarna har blivit kritiserade för världen över. Men dessa hästar används även till mjölkning och stona kan producera över 20 liter mjölk per dygn. 

## Historia
Nova Kirgizhästen härstammar från de statliga och kollektiva gårdarna i Kirgizistan. Man korsade lokala jordbrukshästar kallade "gamla Khirgiz" med den ryska Donhästen. 
År 1918 importerades nästan 50 engelska fullblod som skulle ge bättre uthållning och snabbhet hos hästarna. Under 1930-talet blev rasen fixerad och har ersatt den gamla Khirgizhästen helt. De gamla Khirgizhästarna avlades helt in i nya Khirgizhästen. 
De tre olika typerna utvecklades genom att man selektivt avlade de hästar med mer inblandning av de olika raserna. Den tunga massiva typen hade mer inblandning av de inhemska hästarna, saddletypen hade mer inblandning av det engelska fullblodet och standardtypen hade en jämn balans de inhemska stona och fullblodet med en anings mer blod av Donhästen. 

## Egenskaper
Nova Kirgizhästen är väl anpassade till de bergsområden och hedarna där den utvecklats med sin säkerhet och lugna temperament. Rasen har ganska korta ben och är massiva och påminner i utseendet mest om Donhästen. 
Saddletypen av rasen är lite lättare variant som används mest inom ridningen och har utvecklats senare än de andra två typerna genom mer inblandning av det engelska fullblodet. Rasen är vanlig på tävlingar i Ryssland och även internationellt 
Den tunga och massiva typen är den typ av häst som är mest omstridd. Från början uppfödd som jordbrukshäst men idag används den lika mycket till köttproduktion och mjölkproduktion. Den används fortfarande inom jordbruket och även som körhäst, men då det finns andra ryska kallblodshästar som t.ex. Vladimirhäst och Ryskt kallblod så har Nova Khirgiz inte slagit igenom ordentligt hos bönderna. Den tyngre typen utvecklades genom mer inblandning av de inhemska arbetshästarna och mindre engelskt fullblod. 
Standardtypen är den vanligaste typen i medelstorlek. Den används både som ridhäst, körhäst och jordbrukshäst och trots att den inte är lika stor som den massiva typen har den en enorm styrka och säkerhet på foten som krävs i Kirgizområdet. Många av dessa hästar har importerats av bland annat Estland, Lettland och Litauen och har spritt sig ut från Ryssland till övriga Eurasien och västra Asien. 